# Gongola
Gongola – rzeka we wschodniej Nigerii, prawy dopływ Benue (dopływ Nigru). Długość rzeki wynosi 500 km. Jej źródła znajdują się we wschodniej części wyżyny Dżos.
W dolnym biegu jest przegrodzona przez zapory Dadin Kowa oraz zaporę Kiri.